# Risvegli (saggio)
Risvegli (Awakenings) è un saggio di argomento medico scritto dal neurologo e divulgatore inglese Oliver Sacks, pubblicato nel 1973, uscito in Italia nel 1987 da Adelphi. Egli racconta le storie personali di coloro che furono vittime negli anni venti dell'epidemia di encefalite letargica.
Sacks tentò di aiutare nella seconda metà degli anni sessanta alcuni di questi pazienti ancora in vita, ricoverati al Beth Abraham Hospital nel Bronx, a New York, dove lavorava. Era una struttura di lungodegenza in cui erano ospitate persone affette da una particolare patologia neurologica affine alla malattia di Parkinson, ma di forma più grave e debilitante, originata appunto dall'epidemia di encefalite letargica verificatasi durante il periodo 1916-1927. Il trattamento sperimentale usato, l'allora nuovo farmaco L-Dopa, e le singolari reazioni di questi individui sono raccontati vividamente nel libro.
Nel 1982 il drammaturgo Harold Pinter ne trasse ispirazione per scrivere A Kind of Alaska, un'opera teatrale in un atto. Ma fu la fortunata versione cinematografica dal titolo omonimo del 1990 a dare grande fama al tema e all'autore. Diretto dalla regista Penny Marshall, il film, liberamente tratto dal libro, presenta il dottor Sacks interpretato da Robin Williams, e Robert De Niro impersonare uno di questi sfortunati pazienti.

## Contenuto
Il saggio è composto da più sezioni. Alla prima edizione dell'opera ne sono succedute diverse altre, con progressive aggiunte di capitoli al nucleo originale, allo scopo di documentare l'ulteriore evoluzione dei casi clinici, e raccogliere le nuove riflessioni dell'autore sull'argomento, o per sviluppare ulteriormente quanto già esposto.
Prefazioni e premessa contengono le riflessioni dell'autore sulla genesi e il successivo sviluppo del saggio stesso, e sul perché della scelta di uno stile che si pone a metà tra pubblicazione scientifica e letteratura biografica, seguendo l'esempio di Aleksandr Lurija. Nel prologo vengono quindi spiegate le particolarità della parkinsonismo classico, e della sua variante causata dalla terribile epidemia di encefalite letargica di origine virale che a partire dal 1916-17 per un decennio colpì quasi cinque milioni di persone, presentandosi con sintomi differenti, a volte in modo radicale, e che lasciò nei sopravvissuti situazioni di isolamento e "distacco" dal mondo spesso estremi, ma mantenendo comunque peculiarità individuali notevoli. In questo stato "letargico" l'autore ebbe occasione di conoscere i suoi pazienti quando arrivò nel 1967 al Mount Carmel Hospital, nei dintorni di New York, trovandovi una delle ultime piccole comunità di sopravvissuti all'epidemia, dopo quasi mezzo secolo. In queste persone i disturbi post-encefalitici avevano assunto generalmente l'aspetto di una forma di parkinsonismo estremo, e per questo, dopo l'apparizione nella letteratura specialistica di alcuni incoraggianti studi che mostravano i successi ottenuti sulla malattia di Parkinson con l'uso di un nuovo farmaco, la L-dopa, l'autore decise di tentare una sperimentazione secondo protocollo controllato, ottenendo risultati spettacolari, anche oltre le previsioni.
Il nucleo centrale del libro raccoglie quindi le osservazioni effettuate singolarmente su venti di questi pazienti, prima e dopo l'uso della L-dopa, e sugli effetti diversi ottenuti dal trattamento su ognuno di loro. Effetti inizialmente entusiasmanti, ma quasi regolarmente caratterizzati dall'instaurarsi di una forte imprevedibilità, con una mescolanza inestricabile di effetti positivi ed indesiderati, e da una marcata tendenza all'instabilità dei risultati raggiunti, talvolta di livello tale da non permettere il mantenimento della terapia nel tempo. Fatto che peraltro poteva spesso significare l'aggravamento dei sintomi parkinsoniani anche oltre il livello iniziale, ponendo dilemmi di difficile soluzione, superabili a volte solo dalle capacità dei pazienti stessi di controllare in modi creativi le manifestazioni più eclatanti di instabilità neurologica, che non potevano essere evitate con semplici aggiustamenti di dosaggio dei medicinali. Nella sezione successiva (prospettive) l'autore sviluppa alcune sue riflessioni basate sull'esperienza avuta nella cura dei pazienti post-encefalitici riguardo al corretto atteggiamento del medico verso malattia e persona, e sulle modalità con cui cura ed individuo possono interagire sulla malattia.
Nell'epilogo, l'autore riprende ed estende queste riflessioni ed aggiorna le schede dei pazienti, aggiungendo quanto successo nei dieci anni successivi alla prima edizione del libro, con un post scriptum ulteriore per l'edizione del 1990. Le appendici trattano argomenti correlati al tema principale dell'opera: una breve storia dell'encefalite letargica, i precedenti storici di farmaci "miracolosi", le valutazioni elettroencefalografiche dei malati, alcuni sviluppi recenti nella conoscenza delle dinamiche implicate nei deficit neurologici di tipo parkinsoniano, le peculiari caratteristiche di spazio e tempo del parkinsonismo, alcune considerazioni sulla malattia e le reazioni alla L-dopa alla luce della teoria del caos, e le trasposizioni teatrali e cinematografiche del libro.

## Edizioni
- Oliver Sacks, Risvegli, traduzione di Andrea Salmaggi, 4ª ed., Adelphi, 1991, ISBN 88-459-0802-X.